# Milićevo Selo
Milićevo Selo (en serbe cyrillique : Милићево Село) est un village de Serbie situé dans la municipalité de Požega, district de Zlatibor. Au recensement de 2011, il comptait 663 habitants.

## Démographie

### Évolution historique de la population
| 1948  | 1953  | 1961  | 1971 | 1981 | 1991 | 2002 | 2011 |
| ----- | ----- | ----- | ---- | ---- | ---- | ---- | ---- |
| 1 073 | 1 043 | 1 014 | 954  | 883  | 845  | 694  | 663  |

|  |